# Palaemonetes tonkinensis
Palaemonetes tonkinensis är en kräftdjursart som först beskrevs av Sollaud 1914.  Palaemonetes tonkinensis ingår i släktet Palaemonetes och familjen Palaemonidae. Inga underarter finns listade i Catalogue of Life.